# Marc Rioufol
Pour les articles homonymes, voir Rioufol.
Marc Rioufol, né le 7 février 1962 à Nantes et mort le 13 juillet 2011 à Paris 9e, est un acteur français.
Il est le frère du journaliste Ivan Rioufol.

## Biographie
La jeunesse de Marc Rioufol est relatée dans un portrait publié par Libération quelques mois avant sa mort. Il grandit dans une famille plutôt vieille France, « normalement dysfonctionnelle ». Il a un frère, le journaliste Ivan Rioufol (dont il ne partage pas les idées réactionnaires), et deux sœurs, dont Marion (1955-2013)[réf. souhaitée].
Dès l'âge de 12 ans, sa jeunesse est marquée par les addictions. Avec Jacques de Bascher, plus âgé, il devient un habitué de la nuit parisienne, où la drogue se consomme ouvertement. Sa déchéance s'accentue jusqu'à l'âge de 32 ans, où il réussit enfin à se sevrer par la méthode Minnesota, au centre Apte de Bucy-le-Long. Il suit alors des cours de théâtre, d'abord timidement puis avec plus d'assurance, et devient un acteur de second rôles reconnu,.
Il a raconté son expérience des drogues dans un livre, Tox, se refusant à faire porter la responsabilité à sa famille.
En 2006 il épouse Gabriella Cortese, ancienne danseuse du Crazy Horse et créatrice de la marque de mode Antik Batik, dont il gère les relations publiques. Ils ont un fils, Nicola.
Il décède le 13 juillet 2011 à son domicile parisien. Il est enterré dans la stricte intimité au cimetière de Mauves-sur-Loire, commune proche de la ville de Nantes, où ses parents résidaient.
Au moment de son décès, il travaillait à une adaptation cinématographique de son livre,.

## Filmographie

### Cinéma

#### Longs métrages
- 1997 : Le Septième Ciel de Benoît Jacquot
- 1997 : Jeunesse de Noël Alpi
- 1998 : Cantique de la racaille de Vincent Ravalec
- 1998 : Innocent de Costa Natsis
- 1999 : Belle Maman de Gabriel Aghion
- 2000 : La Vie Moderne de Laurence Ferreira Barbosa
- 2000 : Baise-moi de Virginie Despentes et Coralie Trinh Thi
- 2000 : Le Secret de Virginie Wagon
- 2000 : Ça ira mieux demain de Jeanne Labrune
- 2000 : Entre nous de Serge Lalou
- 2001 : Malraux, tu m'étonnes ! de Michèle Rosier
- 2002 : Une affaire privée de Guillaume Nicloux
- 2002 : Blanche de Bernie Bonvoisin
- 2002 : Dans ma peau de Marina de Van
- 2003 : Mauvais Esprit de Patrick Alessandrin
- 2003 : Nathalie... d'Anne Fontaine
- 2004 : La confiance règne d'Étienne Chatiliez
- 2004 : Tu vas rire, mais je te quitte de Philippe Harel
- 2006 : Fauteuils d'orchestre de Danièle Thompson
- 2006 : Les Bronzés 3 : Amis pour la vie de Patrice Leconte
- 2006 : Meurtrières de Patrick Grandperret
- 2006 : Les Irréductibles de Renaud Bertrand
- 2007 : Le Candidat de Niels Arestrup
- 2007 : Fragile(s) de Martin Valente
- 2007 : Avant que j'oublie de Jacques Nolot
- 2007 : Roman de gare de Claude Lelouch
- 2007 : Ce que mes yeux ont vu de Laurent de Bartillat
- 2008 : 48 heures par jour de Catherine Castel
- 2008 : Les Randonneurs à Saint-Tropez de Philippe Harel
- 2008 : Secret défense de Philippe Haïm
- 2009 : Le code a changé de Danièle Thompson
- 2009 : Complices de Frédéric Mermoud
- 2009 : Rapt de Lucas Belvaux
- 2010 : La Rafle de Roselyne Bosch
- 2010 : Holiday de Guillaume Nicloux
- 2011 : Une pure affaire d'Alexandre Coffre
- 2011 : American Translation de Jean-Marc Barr et Pascal Arnold
- 2012 : Les Seigneurs d'Olivier Dahan

#### Courts métrages
- 1996 : Clean time, le soleil en plein hiver de Didier Nion
- 1998 : L'Amour dans les saunas hétérosexuels de Marie Garel-Weiss
- 2001 : Une fausse image de moi de Grégoire Vigneron
- 2001 : Des ombres dans la tête de Sergei Pescei
- 2004 : Pour le temps que ça dure de Cyril Bedel
- 2005 : Entre elle et moi d'Émilie Grandperret
- 2009 : Opération Saint-Esprit de Séverine Ferrer
- 2010 : Tapage nocturne de Brice Delalune

### Télévision
- 2000 : L'Héritière de Bernard Rapp
- 2001 : Une femme d'honneur (épisode Mort programmée) : Dr Guy Morel
- 2001 : Les Cordier, juge et flic (épisode Dette mortelle) : Bartoli
- 2002 : Mère, fille : Mode d'emploi de Thierry Binisti
- 2002 : Groupe flag de Michel Alexandre
- 2002 : Une Ferrari pour deux de Charlotte Brandström
- 2002 : Commissaire Moulin (épisode Sale bizness) : Lebrec
- 2003 : Lola, qui es-tu Lola ? (Série TV) : Pierre-Alain
- 2004 : À trois c'est mieux de Laurence Katrian
- 2005 : Dolmen de Didier Albert : Yves Pérec
- 2006 : Le Temps de la désobéissance de Patrick Volson
- 2006 : La Reine Sylvie de Renaud Bertrand
- 2008 : New Wave de Gaël Morel
- 2009 : Profilage (épisode Derrière le masque) : Henri Delage
- 2010 : The Special Relationship de Richard Loncraine : Jacques Chirac
- 2011 : Dans la peau d'une grande de Pascal Lahmani
- 2012 : Nos retrouvailles de Josée Dayan

## Publication

### Autobiographie
- 2011 : Tox, Comment je suis mort et ressuscité, Éditions Robert Laffont  (ISBN 978-2-221-11452-0).